# Ofjorden
Ofjorden, også kaldt Åfjorden, (nordsamisk: Uffirvuodna) er en fjord på nordsiden af Sørøya i Hasvik kommune i Troms og Finnmark fylke i Norge. Fjorden går ni kilometer mod sydøst til Ofjordbugten i enden af fjorden.
Fjorden har indløb mellem Ofjordnæringen i sydvest og Steinnæringen i nordøst. Øst for Stennæringen ligger Bølefjorden, mens Sandfjorden ligger vest for Ofjordnæringen. Fjorden er 74 meter på det dybeste, næsten helt inderst i fjorden. 
Der er ingen bebyggelse ved fjorden.